# Cladosporium pallidum
Cladosporium pallidum är en svampart som beskrevs av Berk. & M.A. Curtis 1858. Cladosporium pallidum ingår i släktet Cladosporium och familjen Davidiellaceae.   Inga underarter finns listade i Catalogue of Life.